# Muhallabia

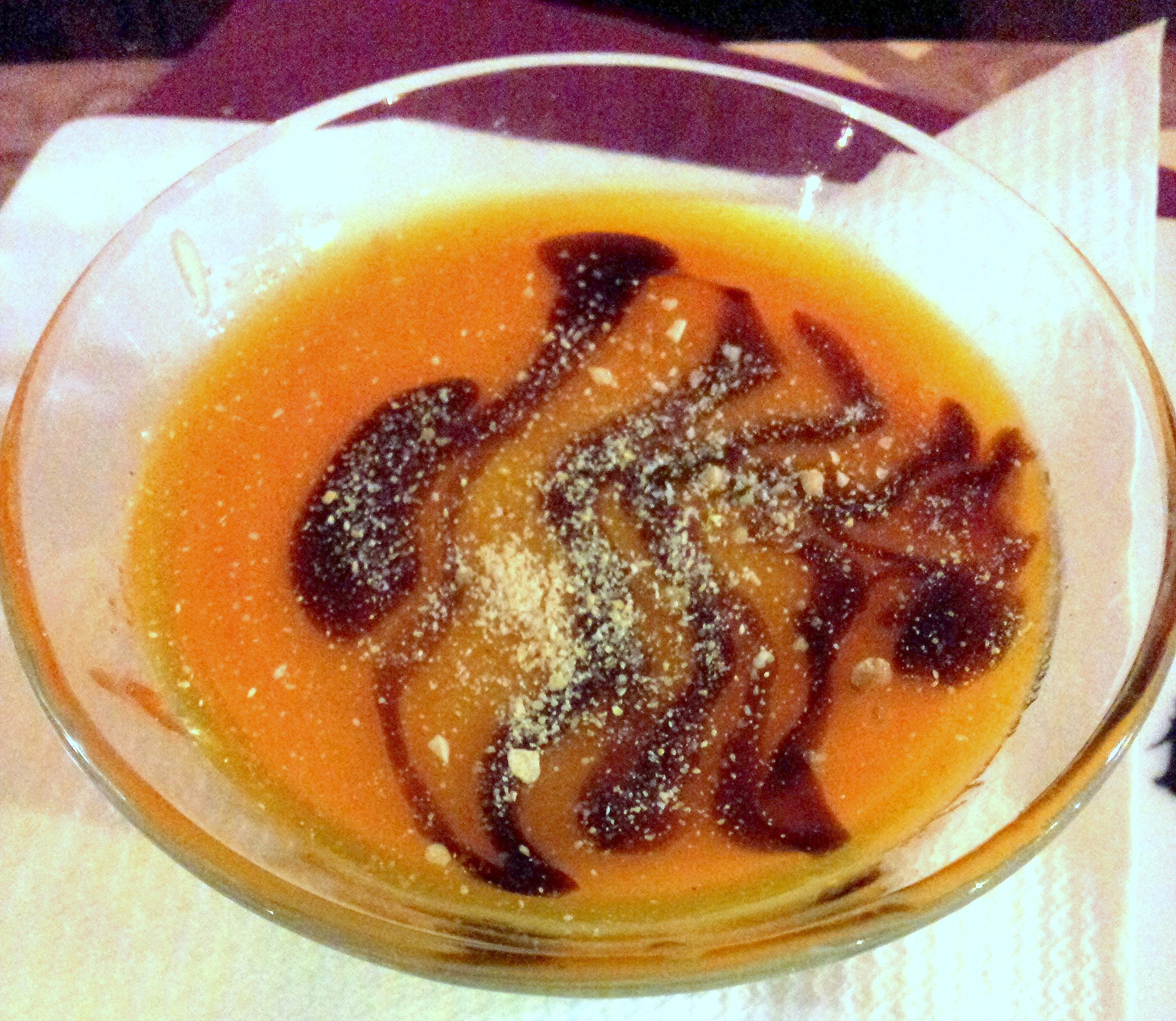
Muhallabia marroquina amb melmelada de taronja.

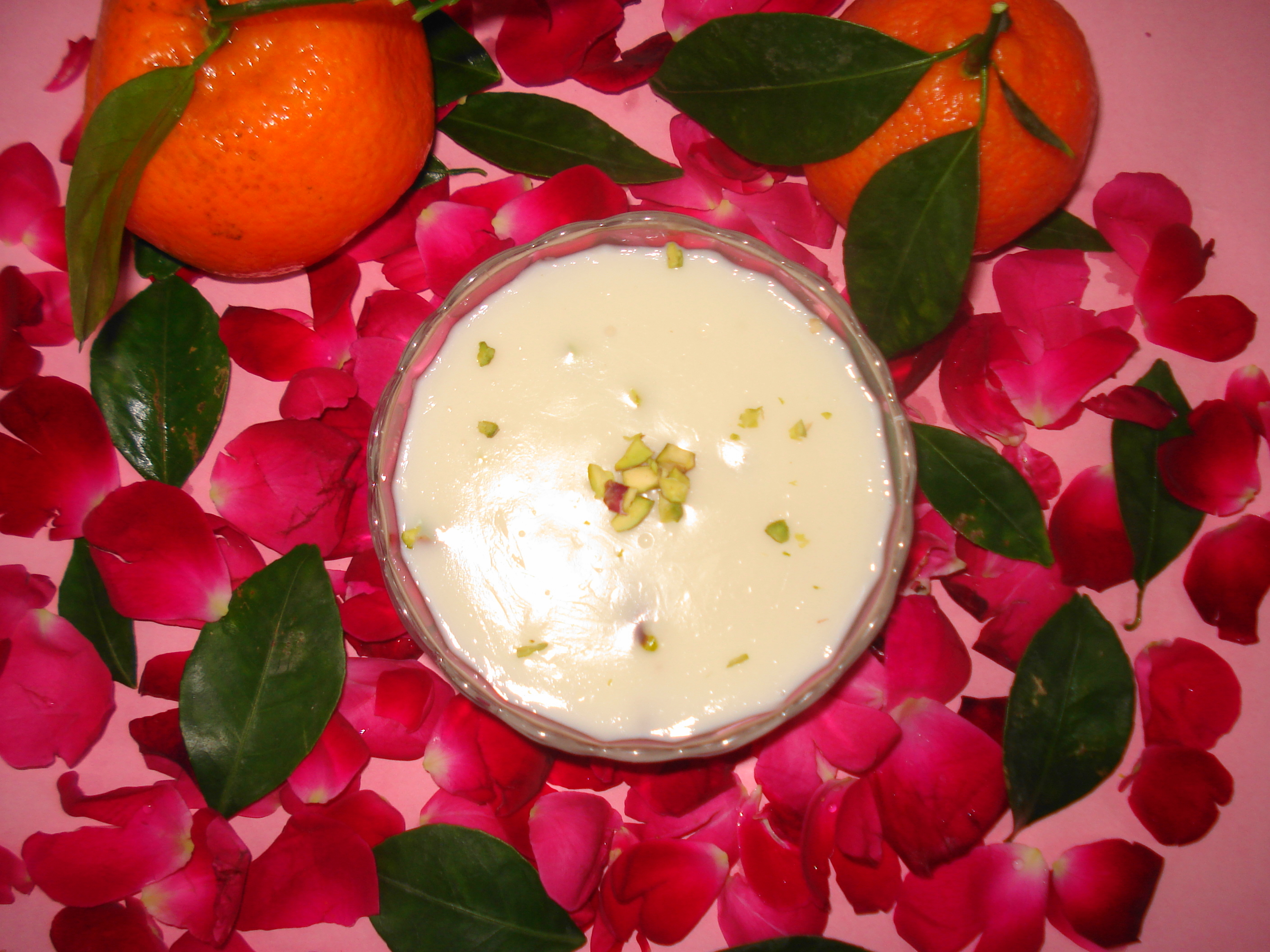
Muhallabia amb festucs al damunt.

La Muhallabia (amb variants com Mohalabieh, Mahalabiya i altres) són unes postres de la cuina àrab. És una farineta o flam fet de llet, arròs i almela, al qual es poden afegir sabors com la taronja o la vainilla.